# Parallorhogas pyralophagus
Parallorhogas pyralophagus är en stekelart som först beskrevs av Marsh 1984.  Parallorhogas pyralophagus ingår i släktet Parallorhogas och familjen bracksteklar. Inga underarter finns listade i Catalogue of Life.